# Liste des films soviétiques sortis en 1937
Cet article présente une liste des films produits en Union soviétique en 1937:

## 1937
| 1937                |                     |                                      |
| Le Pré de Béjine    | Бежин луг           | Sergueï Eisenstein                   |
| Berceuse            | Колыбельная'        | Dziga Vertov                         |
| Le Retour de Maxime | Возвращение Максима | Grigori Kozintsev et Leonid Trauberg |
| La Fille sans dot   | Бесприданница       | Yakov Protazanov                     |